# Periaeschna
Periaeschna is een geslacht van libellen (Odonata) uit de familie van de glazenmakers (Aeshnidae).

## Soorten
Periaeschna omvat 10 soorten:
- Periaeschna biguttata Fraser, 1935
- Periaeschna flinti Asahina, 1978
- Periaeschna gerrhon (Wilson, 2005)
- Periaeschna laidlawi (Förster, 1908)
- Periaeschna lebasi Navás, 1930
- Periaeschna magdalena Martin, 1909
- Periaeschna mira Navás, 1936
- Periaeschna nocturnalis Fraser, 1927
- Periaeschna unifasciata Fraser, 1935
- Periaeschna zhangzhouensis Xu, 2007